# Rhantus fennicus
Rhantus fennicus là một loài bọ cánh cứng trong họ Bọ nước. Loài này được Huldén miêu tả khoa học năm 1982.